# هفته‌ای یک‌بار آدم باش
هفته‌ای یک‌بار آدم باش فیلم کمدی ایرانی به کارگردانی شهرام شاه‌حسینی، نویسندگی پویا مهدوی‌زاده و تهیه‌کنندگی مستانه مهاجر محصول سال ۱۳۹۹ است.

## داستان
این فیلم داستان زندگی دو برادر را روایت می‌کند که سبک زندگی و تفکرات متفاوتی دارند و با تشخیص بیماری آلزایمر پدرشان زندگی آنها دستخوش تغییرات و تحولات زیادی می‌شود و هر یک از برادران در هر وهله از اتفاقات عجیب و غریبی که در طی این فیلم برایشان اتفاق می‌افتد کاستی‌ها و ایرادهای سبک زندگی خود را می‌فهمند و آنرا تغییر می‌دهند.

## بازیگران
| بازیگر          | نقش       |
| --------------- | --------- |
| پژمان بازغی     | مانی      |
| پژمان جمشیدی    | علی       |
| رعنا آزادی‌ور    | همسر علی  |
| ساغر قناعت      | همسر مانی |
| علیرضا استادی   | رئیس بانک |
| شیرین یزدان بخش | آفت خانم  |
| هوشنگ رادی‌پور   | آقا پرویز |
| ترنم کرمانیان   | دختر علی  |